# Ломне
Ломне́ (фр. Lomné, окс. Lomner) — коммуна во Франции, находится в регионе Юг — Пиренеи. Департамент — Верхние Пиренеи. Входит в состав кантона Барт-де-Нест. Округ коммуны — Баньер-де-Бигор.
Код INSEE коммуны — 65278.

## География
Коммуна расположена приблизительно в 670 км к югу от Парижа, в 115 км юго-западнее Тулузы, в 28 км к юго-востоку от Тарба.
На западе коммуны протекают реки Аррос и Эгет (фр. Ayguette).

## Климат
Климат умеренно-океанический с солнечной тёплой погодой и обильными осадками на протяжении практически всего года.

## Население
Население коммуны на 2010 год составляло 38 человек.
| 1962 | 1968 | 1975 | 1982 | 1990 | 1999 | 2010 |
| ---- | ---- | ---- | ---- | ---- | ---- | ---- |
| 73   | 58   | 46   | 45   | 35   | 44   | 38   |

## Администрация
| Период | Период | Фамилия        | Партия | Примечания |
| ------ | ------ | -------------- | ------ | ---------- |
| 2001   | 2014   | Жан-Пьер Страд |        |            |
| 2014   | 2020   | Жан-Луи Вьо    |        |            |

## Экономика
В 2010 году среди 27 человек трудоспособного возраста (15-64 лет) 17 были экономически активными, 10 — неактивными (показатель активности — 63,0 %, в 1999 году было 73,3 %). Из 17 активных жителей работали 16 человек (8 мужчин и 8 женщин), безработным был 1 мужчина. Среди 10 неактивных 1 человек была учеником или студентом, 8 — пенсионерами, 1 был неактивным по другим причинам.

## Фотогалерея

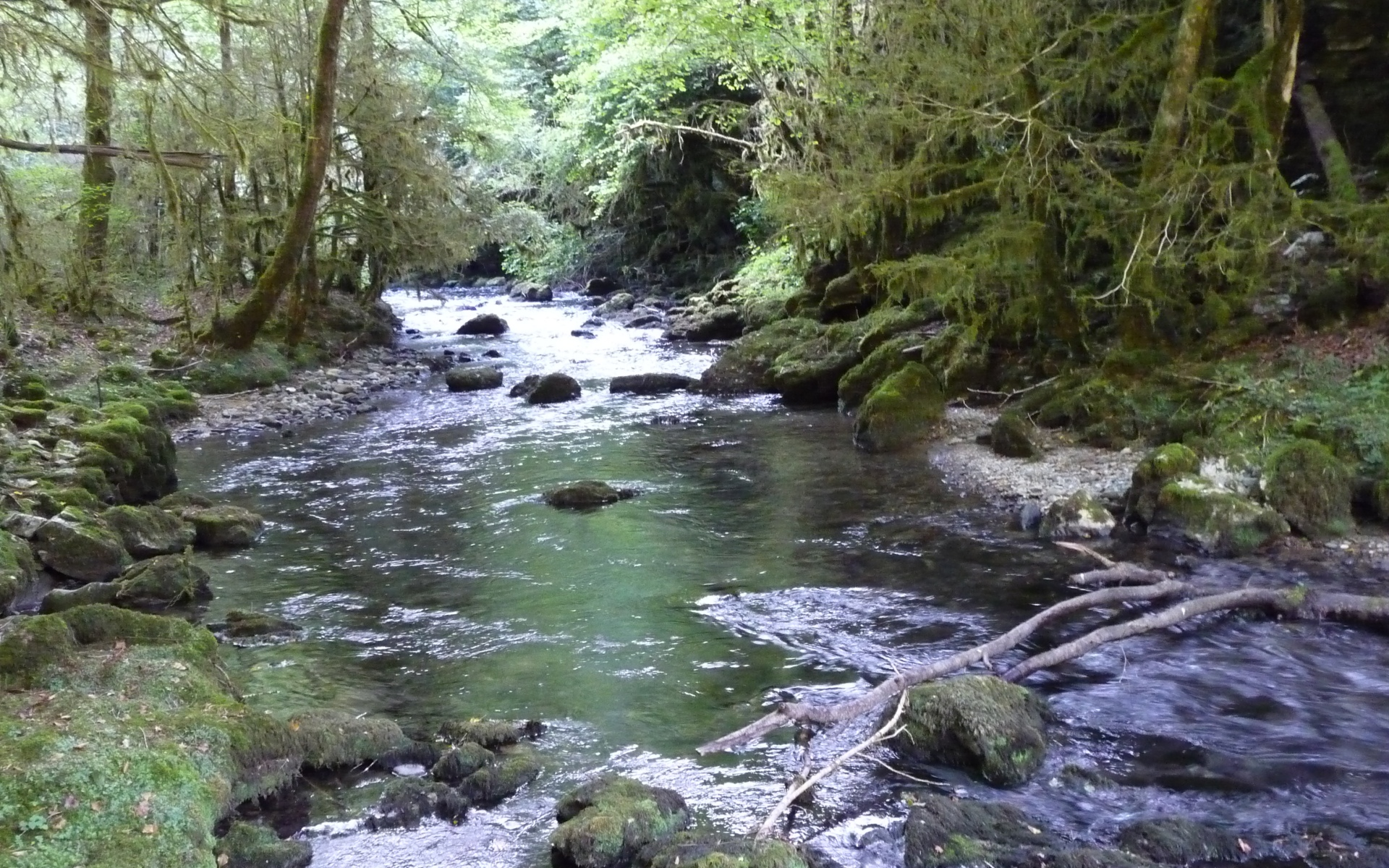
Река Эгет
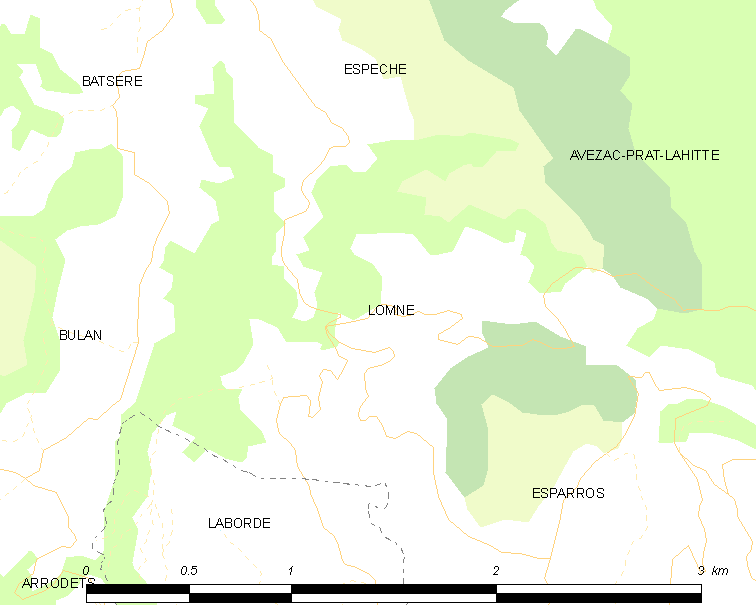
Карта коммуны